# Soirées poétiques de Struga
Les Soirées poétiques de Struga (en macédonien : Струшки вечери на поезијата) est un festival international de poésie qui se tient chaque année à Struga, en Macédoine du Nord. 
Au cours des plusieurs décennies de son existence, le festival a décerné son prix le plus prestigieux, la Couronne d'or, à certains des poètes internationaux les plus remarquables, dont Pablo Neruda, Mahmoud Darwich, Sachchidananda Hirananda Vatsyayan Agyey, W. H. Auden, Joseph Brodsky ou encore Allen Ginsberg.

## Historique
Les Soirées poétiques de Struga ont été créées en 1962 afin de fêter le centenaire de la publication du recueil de poèmes et de chansons des frères Miladinov. Le festival est devenu international en 1965 et, en 1966, ont été créées les Couronnes d'Or, qui récompensent chaque année le meilleur poète actuel.  
Le festival dure de trois à cinq jours et se tient traditionnellement au mois d'août.

## Lauréats
| Année | Couronne d'or            | Pays               | Meilleur jeune poète    | Pays              |
| ----- | ------------------------ | ------------------ | ----------------------- | ----------------- |
| 1966  | Robert Roždestvenskij    | Russie             |                         |                   |
| 1967  | Bulat Okudzhava          | Russie             |                         |                   |
| 1968  | László Nagy              | Hongrie            |                         |                   |
| 1969  | Mak Dizdar               | Bosnie-Herzégovine |                         |                   |
| 1970  | Miodrag Pavlović         | Serbie             |                         |                   |
| 1971  | W. H. Auden              | États-Unis         |                         |                   |
| 1972  | Pablo Neruda             | Chili              |                         |                   |
| 1973  | Eugenio Montale          | Italie             |                         |                   |
| 1974  | Fazıl Hüsnü Dağlarca     | Turquie            |                         |                   |
| 1975  | Léopold Sédar Senghor    | Sénégal            |                         |                   |
| 1976  | Eugène Guillevic         | France             |                         |                   |
| 1977  | Artur Lundkvist          | Suède              |                         |                   |
| 1978  | Rafael Alberti           | Espagne            |                         |                   |
| 1979  | Miroslav Krleža          | Croatie            |                         |                   |
| 1980  | Hans Magnus Enzensberger | Allemagne          |                         |                   |
| 1981  | Blaže Koneski            | Macédoine du Nord  |                         |                   |
| 1982  | Nichita Stănescu         | Roumanie           |                         |                   |
| 1983  | Sachchidananda Agyey     | Inde               |                         |                   |
| 1984  | Andreï Voznessenski      | Russie             |                         |                   |
| 1985  | Yiannis Ritsos           | Grèce              |                         |                   |
| 1986  | Allen Ginsberg           | États-Unis         |                         |                   |
| 1987  | Tadeusz Różewicz         | Pologne            |                         |                   |
| 1988  | Desanka Maksimović       | Serbie             |                         |                   |
| 1989  | Thomas W. Shapcott       | Australie          |                         |                   |
| 1990  | Justo Jorge Padrón       | Espagne            |                         |                   |
| 1991  | Joseph Brodsky           | Russie             |                         |                   |
| 1992  | Ferenc Juhász            | Hongrie            |                         |                   |
| 1993  | Gennadiy Aygi            | Russie             |                         |                   |
| 1994  | Ted Hughes               | Royaume-Uni        |                         |                   |
| 1995  | Yehuda Amichai           | Israël             |                         |                   |
| 1996  | Makoto Ōoka              | Japon              |                         |                   |
| 1997  | Adunis                   | Syrie              |                         |                   |
| 1998  | Liu Banjiu               | Chine              |                         |                   |
| 1999  | Yves Bonnefoy            | France             |                         |                   |
| 2000  | Edoardo Sanguineti       | Italie             |                         |                   |
| 2001  | Seamus Heaney            | Irlande            |                         |                   |
| 2002  | Slavko Mihalić           | Croatie            |                         |                   |
| 2003  | Tomas Tranströmer        | Suède              |                         |                   |
| 2004  | Vasco Graça Moura        | Portugal           | Angelo V. Suárez        | Philippines       |
| 2005  | William S. Merwin        | États-Unis         | Andrea Cote             | Colombie          |
| 2006  | Nancy Morejón            | Cuba               | Marianna Geide          | Russie            |
| 2007  | Mahmoud Darwish          | Palestine          | Manua Rime              | Belgique          |
| 2008  | Fatos Arapi              | Albanie            | Antonia Novakovic       | Croatie           |
| 2009  | Tomaž Šalamun            | Slovénie           | Ousmane Sarrouss        | Sénégal           |
| 2010  | Lyubomir Levchev         | Bulgarie           | Siim Kera               | Estonie           |
| 2011  | Mateja Matevski          | Macédoine du Nord  | Hiroshi Taniuchi        | Japon             |
| 2012  | Mongane Wally Serote     | Afrique du Sud     | François-Xavier Maigre  | France            |
| 2013  | José Emilio Pacheco      | Mexique            | Nikolina Andova Shopova | Macédoine du Nord |
| 2014  | Ko Un                    | Corée du Sud       | Harry Man               | Royaume-Uni       |
| 2015  | Bei Dao                  | Chine              | Paula Bozalongo         | Espagne           |
| 2016  | Margaret Atwood          | Canada             | Runa Svetlikova         | Belgique          |
| 2017  | Charles Simić            | États-Unis         | Goran Čolakhodžić       | Croatie           |
| 2018  | Adam Zagajewski          | Pologne            | Pauli Tapio             | Finlande          |
| 2019  | Ana Blandiana            | Roumanie           | Monika Herceg           | Croatie           |
| 2020  | Amir Or                  | Israël             | Martina Strakova        | Slovénie          |
| 2021  | Carol Ann Duffy          | Royaume-Uni        | Vladan Kreckovic        | Serbie            |
| 2022  | Shuntarō Tanikawa        | Japon              | Gerardo Masuccio        | Italie            |
| 2023  | Vlada Urošević           | Macédoine du Nord  |                         |                   |
| 2024  | Jean-Pierre Siméon       | France             |                         |                   |